# Mahawa Cham
Mahawa Cham (* im 20. Jahrhundert; † April 2013 in Kanilai) war ein gambischer Politiker.

## Leben
| Parlamentswahl | Stimmen    | Stimmanteil |
| -------------- | ---------- | ----------- |
| 2002           | einstimmig | 100,00 %    |

Mahawa Cham trat als Kandidat der Alliance for Patriotic Reorientation and Construction (APRC) bei den Parlamentswahlen in Gambia 2002 im Wahlkreis Kiang East an. Mangels Gegenkandidaten erlangte er einen Sitz in der Nationalversammlung. Bei den Wahlen 2007 trat Cham nicht an.
Seit dem 29. April 2013 wurde Cham zusammen mit dem gambischen Geschäftsmann Saul Ndow (eigentlich: Sulayman Ndow) vermisst, die beiden wurden den Berichten nach aus Senegal entführt und in Gambia inhaftiert. Es folgten öffentliche Aufrufe, sie wieder freizulassen. Im März 2018 wurde das Geständnis eines nicht namentlich genannten Junglers (die Todesschwadron des Regimes) bekannt, in dem er sich zum Mord an Cham und Ndow bekannte. Sie sollen aus ihren damaligen Exil in Dakar (Senegal) unter einem Vorwand zu einem Sturz des Yahya-Jammeh-Regimes nach Ziguinchor in der Casamance gelockt worden sein. Aus der Casamance wurden sie über die gambisch-senegalesische Grenze zur Farm des damaligen amtierenden Präsidenten Jammeh in Kanilai gebracht. Die Entführung soll auf direkten Befehl Jammehs erfolgt worden sein.
Kurz nach dem Regierungswechsel durch die Wahl des Präsidenten Adama Barrow wurden die zwei Hauptverantwortlichen der Entführung Ende Januar 2017 festgenommen und inhaftiert. Beim Gerichtshof der Wirtschaftsgemeinschaft Westafrikanischer Staaten (ECOWAS) wurde im Dezember 2019 durch den Bruder Chams, Sarjo Cham, eine Beschwerde gegen die Regierung Gambias eingereicht, wegen der Verletzungen von Mahawa Cham im Zusammenhang mit seinem gewaltsamen Verschwindenlassen und der Verletzungen seiner Familie als Folge des gewaltsamen Verschwindens von Mahawa Cham. Bis zu diesem Zeitpunkt wurden keine gerichtlichen Ermittlungen in diesem Falle eingeleitet.